# Charles Bollet
Charles Bollet (* 23. November 1874 in Chalon-sur-Saône; † 5. Februar 1951 in Lyon) war ein französischer Turner.

## Leben
Charles Bollet turnte für den Verein Société de Gymnastique L’Indépedante aus Chalon-sur-Saône. Bei den Olympischen Sommerspielen 1900 in Paris belegte er in dem als „Championnat International de Gymnastique“ bezeichneten Einzelmehrkampf den 15. Platz.